# Thyridectis
Thyridectis é um gênero de mariposa pertencente à família Acrolepiidae.